# Carrefour Express
Carrefour Express este un lanț de magazine de proximitate ce aparține de grupul Carrefour. Magazinele Express de culoare verde sunt operate în sistem de franciză de comercianți locali.
Marca Carrefour Express a fost lansată în 2007, în Europa, pentru a înlocui mărcile sub care erau operate supermarketurile, fiind schimbat în 2010 cu Carrefour Market. Din 2010 marca Express este folosită pentru majoritatea magazinelor de proximitate ale grupului.

## În România
Lanțul de supermarketuri Artima a fost cumpărat de Carrefour pentru  21 milioane de euro, în octombrie 2007, și magazinele au fost redenumite în Carrefour Express, pana în septembrie 2008, iar în decembrie 2010 toate în Carrefour Market.